# Туше, Джеймс, 6-й граф Каслхейвен
Джеймс Туше (англ. James Tuchet; умер 12 октября 1740, Париж, Королевство Франция) — британский аристократ, 6-й граф Каслхейвен, 6-й барон Одли из Орье и 4-й барон Одли из Хейли с 1700 года. Единственный сын Джеймса Туше, 5-го графа Каслхейвена, и его жены Мэри Анны Пелсон. Унаследовал семейные владения и титулы после смерти отца.
Джеймс был женат на Элизабет Арундел, дочери Генри Арундела, 5-го барона Арундела из Уордура, и Элизабет Пантон. В этом браке родились:
- Джеймс (1723—1769)[3];
- Джон (1724—1777)[3];
- Элизабет[4][5].